# Noards
Noards är en kommun i departementet Eure i regionen Normandie i norra Frankrike. Kommunen ligger i kantonen Saint-Georges-du-Vièvre som tillhör arrondissementet Bernay. År 2022 hade Noards 61 invånare.

## Befolkningsutveckling
Antalet invånare i kommunen Noards
Referens:INSEE